# Hrvatski nanbudo savez
Hrvatski nanbudo savez je nacionalni sportski savez borilačkog sporta nanbudo u Hrvatskoj. 
Savez je osnovan je 28. studenoga 1989. godine godine u Zagrebu. Prvotno je nosio naziv Jugoslavenski nanbudo institut, a nakon hrvatske neovisnosti postao je Hrvatski nanbudo institut te kasnije Hrvatski nanbudo savez. Član je Hrvatskog olimpijskog odbora (HOO) u skupini neolimpijskih sportova – pridruženi članovi.
Savez je bio član Svjetske nanbudo federacije (WNF) od 3. lipnja 1991. do 1. kolovoza 2010. nakon čega je član Međunarodne nanbudo federacije (INF).
Godine 2019. u Hrvatskoj je registrirano 14 kluba i 625 sportaša u ovom sportu.

## Vanjske poveznice
- Službena stranica